# Испания на «Детском Евровидении — 2003»
Испания дебютировала на «Детском Евровидении — 2003», проходившем в Копенгагене, Дания, 15 ноября 2003 года. На конкурсе страну представил Серхио с песней «Desde el cielo», выступивший девятым. Он занял второе место, набрав 125 баллов.

## Национальный отбор
Национальный отбор прошёл 22 сентября 2003 года. Ведущим был Карлос Лозано. Победитель был определён телеголосованием.
| Eurojunior 2003 — 22 сентября 2003                                                                                     | Eurojunior 2003 — 22 сентября 2003 |
| Артист | Песня                              |
| --- | ---------------------------------- |
| Серхио Хесус Гарсия Хиль                                                                                               | «Dueños del amor»                  |
| Серхио Хесус Гарсия Хиль                                                                                               | «Desde el cielo»                   |
| Мария Хесус Лопес Вальдеррама и Ирун Агирре Тенс                                                                       | «Corazón boom boom»                |
| Мария Хесус Лопес Вальдеррама и Ирун Агирре Тенс                                                                       | «Mueve el ombligo»                 |
| Диего Домингес Льорт                                                                                                   | «Chachi pirulí»                    |
| Диего Домингес Льорт                                                                                                   | «Sinvergüenza»                     |
| Сара Мойя Оливарес, Джонатан Кампос Руис, Хуана Мария Морено Крус, Клаудия Стеккато Хельбиг и Альберто Хименес Каталан | «Muévelo»                          |
| Сара Мойя Оливарес, Джонатан Кампос Руис, Хуана Мария Морено Крус, Клаудия Стеккато Хельбиг и Альберто Хименес Каталан | «Ven, ven, ven»                    |
| Бланка Ликете Маркос                                                                                                   | «Amistad»                          |
| Бланка Ликете Маркос                                                                                                   | «Un nuevo amanecer»                |
| Trebol | «Niño malo»                        |
| Trebol | «Navegando en internet»            |

## На «Детском Евровидении»
Финал конкурса транслировал телеканал TVE1, комментатором которого был Фернандо Аргента, а результаты голосования от Испании объявлял Джимми Кастро. Серхио выступил под девятым номером перед Румынией и после Норвегии, и занял второе место, набрав 125 баллов.

## Голосование[5]
| Баллы     | Страна                                            |
| --------- | ------------------------------------------------- |
| 12 баллов | Великобритания Латвия                             |
| 10 баллов | Бельгия Кипр Мальта                               |
| 8 баллов  | Греция Польша Румыния Северная Македония Хорватия |
| 7 баллов  | Нидерланды                                        |
| 6 баллов  | Белоруссия Дания Норвегия Швеция                  |
| 5 баллов  |                                                   |
| 4 балла   |                                                   |
| 3 балла   |                                                   |
| 2 балла   |                                                   |
| 1 балл    |                                                   |

| Баллы     | Страна         |
| --------- | -------------- |
| 12 баллов | Дания          |
| 10 баллов | Великобритания |
| 8 баллов  | Бельгия        |
| 7 баллов  | Мальта         |
| 6 баллов  | Румыния        |
| 5 баллов  | Норвегия       |
| 4 балла   | Нидерланды     |
| 3 балла   | Швеция         |
| 2 балла   | Хорватия       |
| 1 балл    | Белоруссия     |